# Saprosma fragrans
Saprosma fragrans är en måreväxtart som först beskrevs av Richard Henry Beddome, och fick sitt nu gällande namn av Richard Henry Beddome. Saprosma fragrans ingår i släktet Saprosma och familjen måreväxter. IUCN kategoriserar arten globalt som sårbar.
Artens utbredningsområde är Assam (Indien). Inga underarter finns listade i Catalogue of Life.